# Louis-Do de Lencquesaing
Louis-Dominique de Lencquesaing, detto Louis-Do (Parigi, 25 dicembre 1963), è un attore francese, noto anche come regista teatrale.

## Biografia
Nato nel XV arrondissement di Parigi, è figlio di un impiegato di banca e discende da una famiglia fiamminga nobilitata nel 1661 da Filippo IV di Spagna per i servigi resi nell'assedio di Aire-sur-la-Lys del 1641. Studia diritto e storia dell'arte all'Università di Paris-Nanterre, dove conosce gli studenti della scuola di recitazione di Patrice Chéreau e si avvicina all'arte drammatica. Si forma a teatro presso Alain Cuny, Valère Novarina ed Alain Crombecque (direttore del Festival d'Avignone dal 1985 al 1992).
Esordisce sul palco come assistente di Luc Bondy e nel 1991 cura la regia della sua prima opera teatrale, Les Avariés di Eugène Brieux. Approdato al cinema coi primi film di Arnaud Desplechin, ricopre principalmente ruoli da caratterista negli anni seguenti. Si rivela però al pubblico come attore protagonista, grazie al film Il padre dei miei figli (2009). A seguito di ciò intensifica l'attività di attore cinematografico, apparendo in sette film già nel solo 2011. L'anno dopo dirige il suo primo lungometraggio, Au galop.

### Vita privata
Ha due figli, tra cui l'attrice Alice, nata nel 1991 dalla sua relazione con la direttrice della fotografia Caroline Champetier.

## Filmografia parziale

### Attore

#### Cinema
- La Vie des morts, regia di Arnaud Desplechin (1991)
- Madame Bovary, regia di Claude Chabrol (1991)
- La Sentinelle, regia di Arnaud Desplechin (1992)
- Ahimè! (Hélas pour moi), regia di Jean-Luc Godard (1993)
- Encore, regia di Pascal Bonitzer (1996)
- À vendre - In vendita (À vendre), regia di Laetitia Masson (1998)
- Les Destinées sentimentales, regia di Olivier Assayas (2000)
- Une affaire privée - Una questione privata (Une affaire privée), regia di Guillaume Nicloux (2002)
- Silvia oltre il fiume (La Vie promise), regia di Olivier Dahan (2002)
- Piccoli tradimenti (Petites Coupures), regia di Pascal Bonitzer (2003)
- Corpi impazienti (Les Corps impatients), regia di Xavier Giannoli (2003)
- Niente da nascondere (Caché), regia di Michael Haneke (2005)
- L'Intouchable, regia di Benoît Jacquot (2006)
- Musée haut, musée bas, regia di Jean-Michel Ribes (2008)
- Il padre dei miei figli (Le Père de mes enfants), regia di Mia Hansen-Løve (2009)
- Le Mariage à trois, regia di Jacques Doillon (2010)
- Polisse, regia di Maïwenn (2011)
- L'Apollonide - Souvenirs de la maison close, regia di Bertrand Bonello (2011)
- My Little Princess, regia di Eva Ionesco (2011)
- L'Art d'aimer, regio di Emmanuel Mouret (2011)
- Travolti dalla cicogna (Un heureux événement), regia di Rémi Bezançon (2011)
- Elles, regia di Małgorzata Szumowska (2011)
- Paris-Manhattan, regia di Sophie Lellouche (2012)
- Superstar, regia di Xavier Giannoli (2012)
- 20 anni di meno (20 ans d'écart), regia di David Moreau (2012)
- Bon rétablissement!, regia di Jean Becker (2014)
- Il prezzo della gloria (La Rançon de la gloire), regia di Xavier Beauvois (2014)
- Taj Mahal, regia di Nicolas Saada (2015)
- Francofonia, regia di Aleksandr Sokurov (2015)
- Blind Sun, regia di Joyce A. Nashawati (2015)
- Io danzerò (La Danseuse), regia di Stéphanie Di Giusto (2016)
- Money, regia di Gela Babluani (2017)
- Un peuple et son roi, regia di Pierre Schoeller (2018)
- Les choses qu'on dit, les choses qu'on fait, regia di Emmanuel Mouret (2020)
- Tra due mondi (Ouistreham), regia di Emmanuel Carrère (2021)
- Illusioni perdute (Illusions perdues), regia di Xavier Giannoli (2021)
- Ritorno a Seoul (Retour à Séoul), regia di Davy Chou (2022)
- Limonov, regia di Kirill Serebrennikov (2024)

#### Televisione
- Spiral (Engrenages) – serie TV, 40 episodi (2014-2020)
- Art of Crime (L'Art du crime) – serie TV, episodi 1x01-1x02 (2017)
- I fiumi di porpora - La serie (Les Rivières pourpres) – serie TV, episodio 4x04 (2022)

### Regista e sceneggiatore
- Mécréant – cortometraggio (1992)
- Première Séance – cortometraggio (2005)
- Même pas en rêve – cortometraggio (2009)
- Au galop (2012)
- La Sainte Famille (2019)

## Teatro

### Attore
- Vous qui habitez le temps, di Valère Novarina, regia di Valère Novarina. Festival d'Avignone (1989)
- Per un pezzo di pane, di Rainer Werner Fassbinder, regia di Bruno Bayen. Théâtre de la Bastille di Parigi (1995)
- Single Spies, di Alan Bennett, regia di Bruno Bayen. Théâtre de Chaillot di Parigi (1996)
- Definitely the Bahamas, di Martin Crimp, regia di Louis-Do de Lencquesaing. Théâtre Ouvert di Parigi (2006)
- Che disgrazia l'ingegno!, di Aleksandr Sergeevič Griboedov, regia di Jean-Louis Benoît. Théâtre de Chaillot di Parigi (2007)
- Harper Regan. Due giorni nella vita di una donna, di Simon Stephens, regia di Lukas Hemleb. Maison de la culture d'Amiens (2011)
- Le intellettuali, di Molière, regia di Macha Makeïeff. Nuits de Fourvière (2015)
- Bella figura, di Yasmina Reza, regia di Yasmina Reza. Théâtre Liberté di Tolone (2017)

### Regista
- Les Avariés, di Eugène Brieux. Hôpital Saint Louis di Parigi (1991)
- Il faut qu'une porte soit ouverte ou fermée, di Alfred de Musset. Théâtre de l'Odéon di Parigi (1993)
- L'ombra della vallata, di John Millington Synge. Théâtre de l'Odéon di Parigi (1993)
- Anatol, di Arthur Schnitzler. Théâtre de la Bastille di Parigi (1995)
- Il cantante di camera, di Frank Wedekind. Théâtre de la Bastille di Parigi (1996)
- Dopo la prova, di Ingmar Bergman. Théâtre de la Renaissance di Parigi (1998)
- Scènes étrangères ou Sarcey et Sarah Berhnardt à Londres, di Thérèse Crémieux. Carrousel du Louvre di Parigi (1999)
- Dannati, di Sarah Kane. Théâtre National de la Colline di Parigi (2000)
- The Country, di Martin Crimp. Maison des arts de Créteil (2002)
- Definitely the Bahamas, di Martin Crimp. Théâtre Ouvert di Parigi (2006)

## Doppiatori italiani
Nelle versioni in italiano delle opere in cui ha recitato, Louis-Do de Lencquesaing è stato doppiato da:
- Mario Cordova in Il padre dei miei figli, Transatlantic
- Alberto Angrisano in Paris-Manhattan
- Pasquale Anselmo in 20 anni di meno
- Emilio Mauro Barchiesi in Tra due mondi
- Stefano Benassi in Taj Mahal
- Vittorio Guerrieri in Ritorno a Seoul
- Massimo Lodolo in Travolti dalla cicogna
- Dario Oppido in Elles
- Francesco Prando in Illusioni perdute
- Andrea Ward in Io danzerò